# Buccanodon dowsetti
Buccanodon dowsetti är en nyligen beskriven fågelart i familjen afrikanska barbetter inom ordningen hackspettartade fåglar. Den betraktas än så länge i allmänhet som en del av gulfläckig barbett (Buccanodon duchaillui), men har getts artstatus av Birdlife International och IUCN baserat på mycket avvikande läten, trots i stort sett identiskt utseende. IUCN kategoriserar den som livskraftig. Fågeln återfinns i Afrika från Sierra Leone till södra Ghana.